# Шейд, Уильям Хёрд
Уильям Хёрд Шейд (англ.  William H. Scheide) — американский музыковед, меценат, коллекционер книг и филантроп. Член Американского философского общества (1994).

## Биография
Уильям Шейд родился в 1914 году в Филадельфии. Вырос в Титусвилле (штат Пенсильвания).
В 1936 году окончил Принстонский университет (бакалавр истории), степень магистра музыкознания получил в 1940 году в Колумбийском университете. Работал преподавателем истории музыки в Корнелльском университете.
В 1946 году основал музыкальный ансамбль Бах ария групп, которым успешно руководил до 1980 года. В разное время в ансамбле выступали выдающиеся американские музыканты: Джулиус Бейкер, Серджиус Каген, Лоис Маршалл, Мэк Харрелл, Морин Форрестер, Жан Пирс, Дженни Турель и другие.

## Библиотека Шейдов

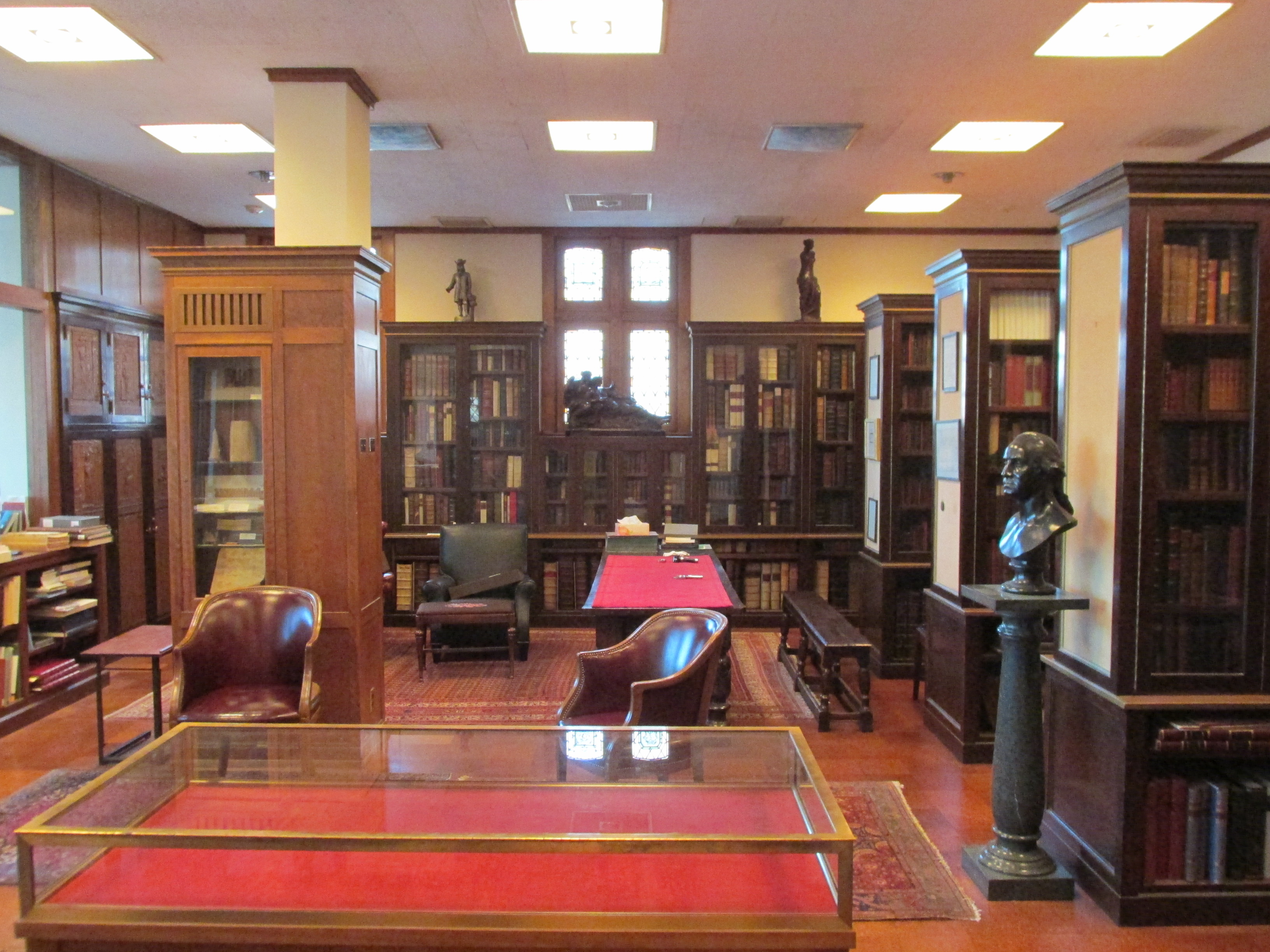
Библиотека Шейдов в Принстонском университете

Библиотека была собрана тремя поколениями коллекционеров: Уильямом Т. Шейдом (англ. William T. Scheide), его сыном — Джоном Х. Шейдом (англ. John H. Scheide), и внуком — Уильямом Х. Шейдом (англ. William H. Scheide).
Дед Уильяма Шейда Уильям Тейлор Шейд (1847—1907) был инженером и пионером первого нефтяного бума, партнёром Джона Д. Рокфеллера в «Пенсильванских нефтяных месторождениях», в 1880—1889 годах генеральным менеджером «Единой трубопроводной компании» (подразделение «Стандарт Ойл»). В 42 года он оставил бизнес, чтобы посвятить себя своему хобби коллекционированию книг. В 1889 году совершил путешествие в Европу, из которого привёз большое количество старинных книг и документов.
Отец Уильяма Шейда Джон Хинсдейл Шейд (1875—1942), выпускник Принстонского университета (1896, бакалавр), вследствие заболевания туберкулёзом не занимался бизнесом и посвятил себя коллекционированию редких книг и рукописей. Он значительно расширил коллекцию своего отца в своей резиденции в Титусвилле (штат Пенсильвания). Джон Шейд давал деньги на благотворительные цели пресвитерианской церкви и Принстонскому университету.
Уильям Хёрд Шейд пополнил семейную библиотеку нотными рукописями в стиле барокко. В 1959 году переместил семейную библиотеку (7935 ед. хранения) на хранение в отдел редких книг и специальных коллекций библиотеки Принстонского университета. Завещал библиотеку Принстонскому университету.

## Благотворительность
Уильям Шейд был крупным спонсором движения за гражданские права в США. Благодаря его финансовой помощи Национальная ассоциация содействия прогрессу цветного населения (NAACP) по делу Браун против Совета по образованию было выиграно адвокатом Тэргудом Маршаллом в 1954 году. В дальнейшем Уильям Шейд и его жена пожертвовали NAACP 6 млн. долларов.
Основал именную профессуру Шейдов в Принстонском университете.